# Hamnö, Houtskär
Hamnö är en ö i Pargas kommun i Finland. Den ligger i kommunen Pargas i den ekonomiska regionen  Åboland  och landskapet Egentliga Finland, i den sydvästra delen av landet, 210 km väster om huvudstaden Helsingfors. Den ingår i ögruppen Jungfruskär som ligger tämligen isolerat i Skärgårdshavet. Arean är 0,35 kvadratkilometer.
Terrängen på Hamnö är mycket platt. Öns högsta punkt är 14 meter över havet. Den sträcker sig 1,1 kilometer i nord-sydlig riktning, och 0,5 kilometer i öst-västlig riktning.
Klimatet i området är tempererat. Årsmedeltemperaturen i trakten är 7 °C. Den varmaste månaden är augusti, då medeltemperaturen är 16 °C, och den kallaste är februari, med 0 °C.